# Doctor Coss
Doctor Coss es una localidad mexicana, cabecera del municipio homónimo, en el estado de Nuevo León. Su nombre honra al Dr. José María Coss, un político liberal del siglo XIX.
El primer asentamiento, Paso del Zacate, se estableció alrededor de 1745 con familias de Los Aldamas y General Bravo. Casi un siglo más tarde, Paso del Zacate fue declarada villa por el Congreso del Estado y, por último, el 7 de octubre de 1882, se formó el municipio de Doctor Coss con la unificación de Paso del Zacate, Zacate, Soledad, El Ebanito, La Lajilla, Los Chorros, Tecomate, Lucero, Las Mujeres y Gachupines.
Doctor Coss tiene 4 jardines de infantes, 14 escuelas primarias y una escuela secundaria. No hay escuelas preparatorias.[cita requerida]